# Вільяконехос
Вільяконехос (ісп. Villaconejos) — муніципалітет в Іспанії, у складі автономної спільноти Мадрид. Населення — 3482 особи (2010).
Муніципалітет розташований на відстані близько 27 км на південь від Мадрида.
На території муніципалітету розташовані такі населені пункти: (дані про населення за 2010 рік)
- Вільяконехос: 3480 осіб
- Ла-Дееса-і-Вальсалідо: 2 особи
- Ель-Расо: 0 осіб

## Демографія
Динаміка населення (INE ):

## Галерея зображень

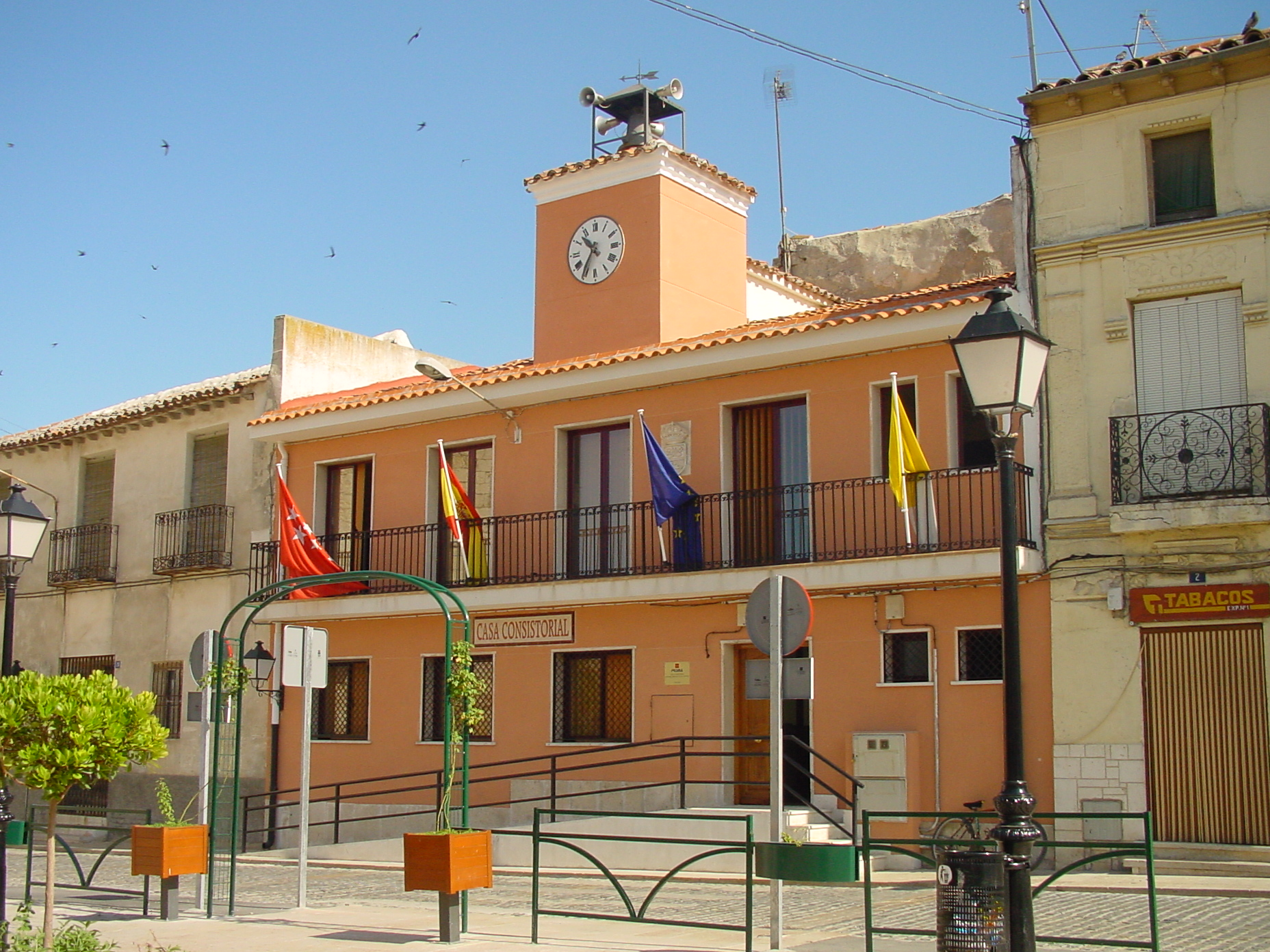
Будинок муніципальної ради